# 16. sekretariát ústředního výboru Komunistické strany Číny
16. sekretariát ústředního výboru Komunistické strany Číny (čínsky v českém přepisu Čung-kuo kung-čchan-tang ti-š’-liou-ťie čung-jang šu-ťi-čchu, pchin-jinem Zhōngguó Gòngchǎndǎng dìshíliùjiè Zhōngyāng Shūjichù, znaky 中国共产党第十六届中央书记处) byl v letech 2002–2007 skupinou několika členů ústředního výboru Komunistické strany Číny, která byla částí širšího vedení Komunistické strany Číny a podílela se na každodenním řízení strany.
Šestnáctý sekretariát byl zvolen 15. listopadu 2002 na prvním zasedání 16. ústředního výboru zvoleného na závěr XVI. sjezdu KS Číny. Sekretariát sestával ze sedmi osob – vedl jej Ceng Čching-chung jako výkonný tajemník, členy sekretariátu byli dále Liou Jün-šan, Čou Jung-kchang, Che Kuo-čchiang, Wang Kang, Sü Cchaj-chou a Che Jung. Z minulého volebního období zůstal pouze Ceng Čching-chung, ostatní tajemníci byli v sekretariátu noví. Z hlediska zastávaných funkcí a úřadů bylo složení sekretariátu bez výraznějších změn, Ceng Čching-chung stejně jako dosavadní výkonný tajemník Chu Ťin-tchao vedl ústřední stranickou školu a vykonával úřad viceprezidenta (nepůsobil však v ústřední vojenské komisi), Liou Jün-šan převzal od Ting Kuan-kena pozici tajemníka zodpovědného za ideologii a propagandu (vrchní odpovědnost za ideologii měl Li Čchang-čchun jako člen stálého výboru politbyra a předseda ústřední komise pro řízení výstavby duchovní civilizace); Čou Jung-kchang se věnoval otázkám bezpečnosti a práva (přičemž dosavadní tajemník pro tuto oblast Luo Kan i nadále vedl ústřední politickou a právní komisi jako člen stálého výboru politbyra a tedy mu Čou Jung-kchang podléhal); Sü Cchaj-chou se zabýval záležitostmi armády místo Čang Wan-niena, organizační oddělení ÚV převzal Che Kuo-čchiang od Ceng Čching-chunga; Wang Kang odpovídal za tok informací k a od stranického vedení a Che Jung pracoval v ústřední komisi pro kontrolu disciplíny. Tudíž tajemníci odpovídali za stranický aparát, bezpečnost a právo a vojenství, proti minulému období však se žádný z nich nepodílel se na řízení ekonomiky země.

## Složení sekretariátu
Jako úřad je uvedeno zaměstnání a funkce vykonávané v době členství v sekretariátu.
| Minulé období                  | Jméno                         | Rok narození                  | Úřady a funkce | Úřady a funkce                                          | Úřady a funkce | Další období                             |
| Minulé období                  | Jméno                         | Rok narození                  | civilní stranické | civilní státní a jiné                                   | vojenské | Další období                             |
| Výkonný tajemník sekretariátu  | Výkonný tajemník sekretariátu | Výkonný tajemník sekretariátu | Výkonný tajemník sekretariátu                                                                                         | Výkonný tajemník sekretariátu                           | Výkonný tajemník sekretariátu | Výkonný tajemník sekretariátu            |
| ------------------------------ | ----------------------------- | ----------------------------- | --- | ------------------------------------------------------- | --- | ---------------------------------------- |
| 15. politbyro, 15. sekretariát | Ceng Čching-chung 曾庆红      | 1939                          | člen stálého výboru politbyra, ředitel Ústřední stranické školy                                                       | viceprezident                                           | | –                                        |
| Ostatní tajemníci sekretariátu |                               |                               | |                                                         | |                                          |
| –                              | Liou Jün-šan 刘云山           | 1947                          | člen politbyra, místopředseda Ústřední komise pro řízení výstavby duchovní civilizace, vedoucí oddělení propagandy ÚV |                                                         | | 17., 18. politbyro, 17., 18. sekretariát |
| –                              | Čou Jung-kchang 周永康        | 1942                          | člen politbyra | státní poradce Státní rady, ministr veřejné bezpečnosti | | 17. politbyro                            |
| –                              | Che Kuo-čchiang 贺国强        | 1943                          | člen politbyra, vedoucí organizačního oddělení ÚV                                                                     |                                                         | | 17. politbyro                            |
| –                              | Wang Kang 王刚                | 1942                          | kandidát politbyra, vedoucí Hlavní kanceláře ÚV                                                                       |                                                         | | 17. politbyro                            |
| –                              | Sü Cchaj-chou 王沪宁          | 1955                          | člen ÚV |                                                         | generálplukovník, náčelník Hlavní politické správy ČLOA (do září 2004), místopředseda Ústřední vojenské komise KS Číny (od září 2004), místopředseda Ústřední vojenské komise ČLR (od března 2005) | 17. politbyro                            |
| –                              | Che Jung 何勇                 | 1940                          | člen ÚV, zástupce tajemníka Ústřední komise pro kontrolu disciplíny KS Číny                                           |                                                         | | 17. sekretariát                          |